# Ginalloa nuda
Ginalloa nuda är en sandelträdsväxtart som beskrevs av Danser. Ginalloa nuda ingår i släktet Ginalloa och familjen sandelträdsväxter. Inga underarter finns listade i Catalogue of Life.